# Marmylida euparypha
Marmylida euparypha är en skalbaggsart som beskrevs av Gerstaecker 1871. Marmylida euparypha ingår i släktet Marmylida och familjen Cetoniidae. Inga underarter finns listade i Catalogue of Life.